# Chiesa di Sant'Agostino (Anghiari)
La chiesa di Sant'Agostino è un edificio sacro che si trova in via Garibaldi ad Anghiari.

## Storia e descrizione
Edificata verso la fine del XII secolo, venne trasformata più volte fino al Quattrocento.
Sembra ebbe origine da una cappella edificata nel XII secolo dagli Ospitalieri di Sant'Antonio abate (detti anche del Tau o di Vienne), secondo la tradizione giunti in Valtiberina al seguito dell'arcivescovo di Canterbury Thomas Becket nel 1162.
Sulla primitiva chiesa del XIII secolo fu costruito alla metà del Quattrocento l'attuale edificio a navata unica con cappelle laterali erette dalle principali famiglie anghiaresi e un'abside a torrione, soluzione architettonica di matrice urbinate avvicinabile al linguaggio di Francesco di Giorgio Martini.
Sulla facciata è il portale rinascimentale e un oculo del 1472; sul retro il campanile ricostruito nel 1464.
Riccamente decorata nel XV secolo, attualmente gli interni hanno forme barocche con decorazioni a stucchi della seconda metà del XVIII secolo, tuttavia dalla parete affiorano gli affreschi originali, attribuibili a pittori locali del XIV secolo.
Nel coro vi è un'opera della bottega dei Santi Buglioni in terracotta policroma che rappresenta una Adorazione dei Pastori.

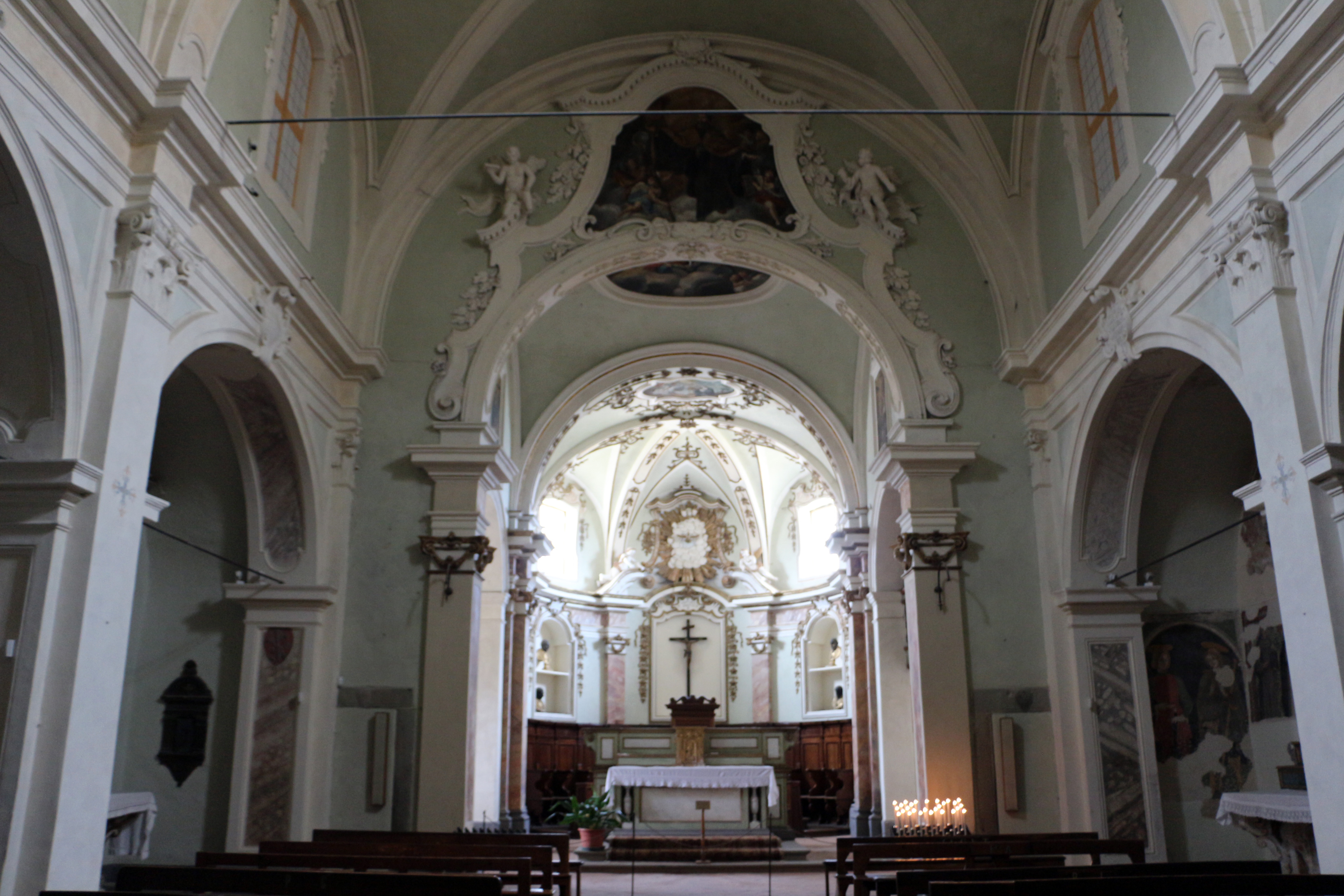
Interno
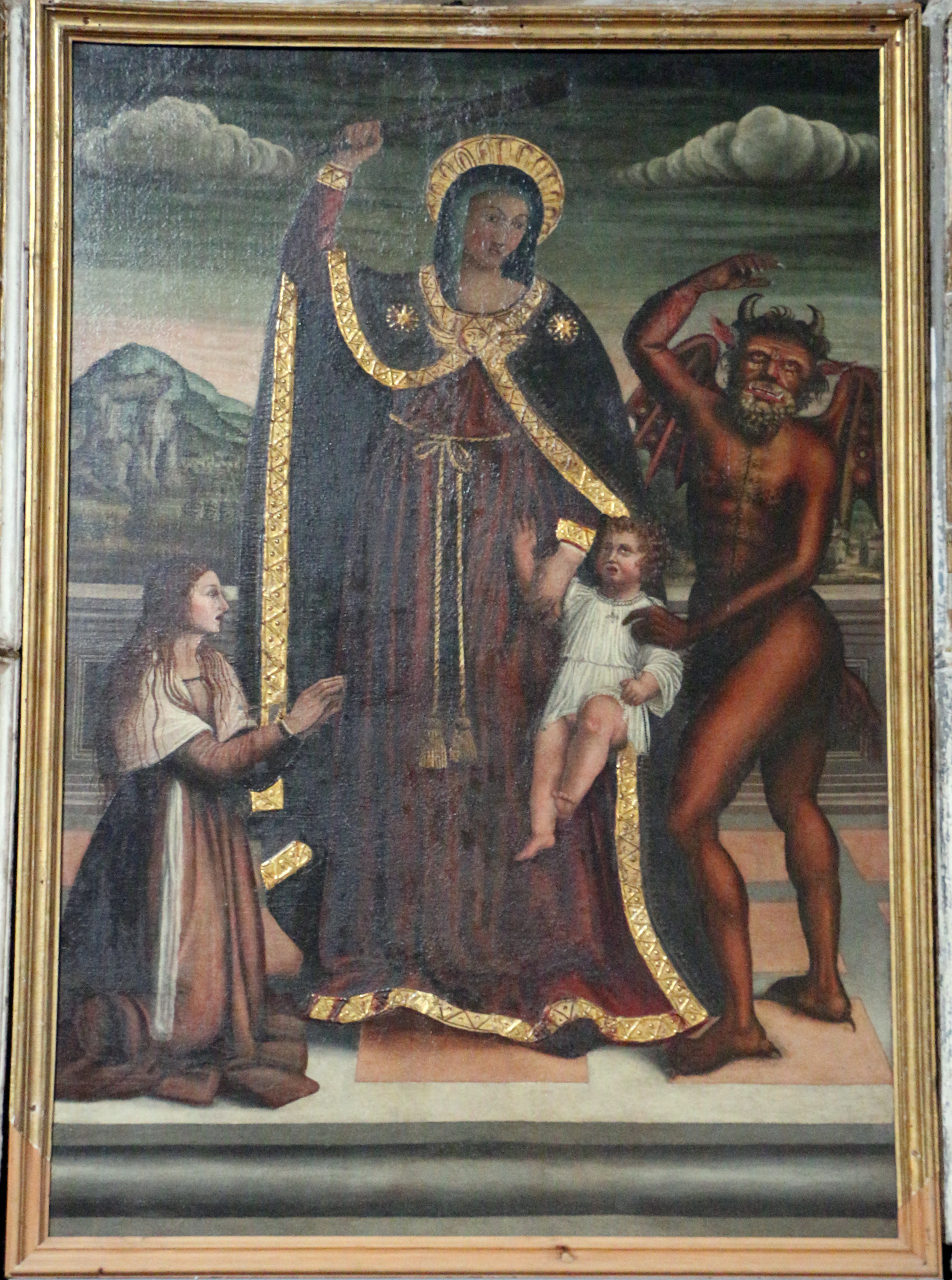
Madonna del Soccorso
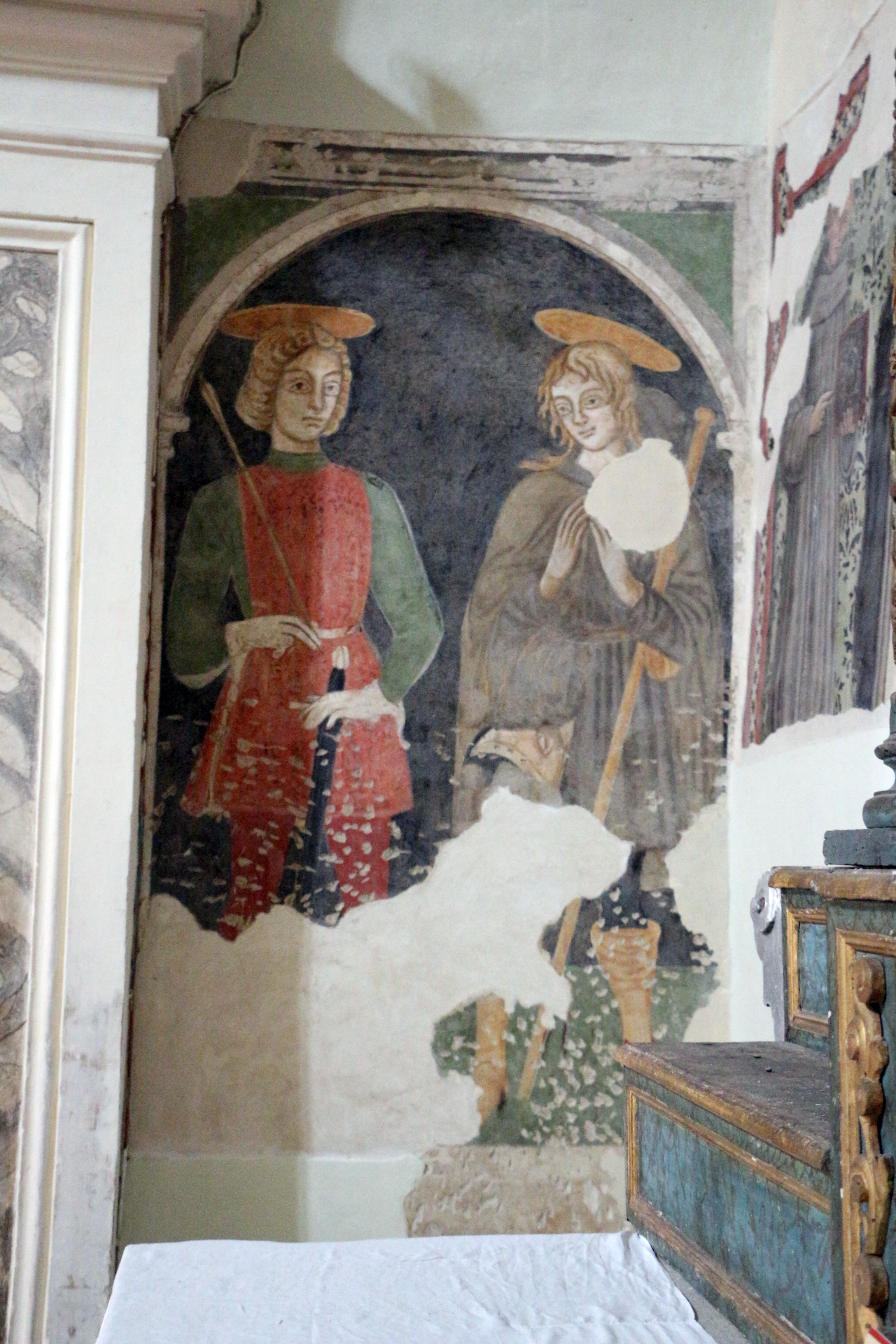
Resti di affreschi
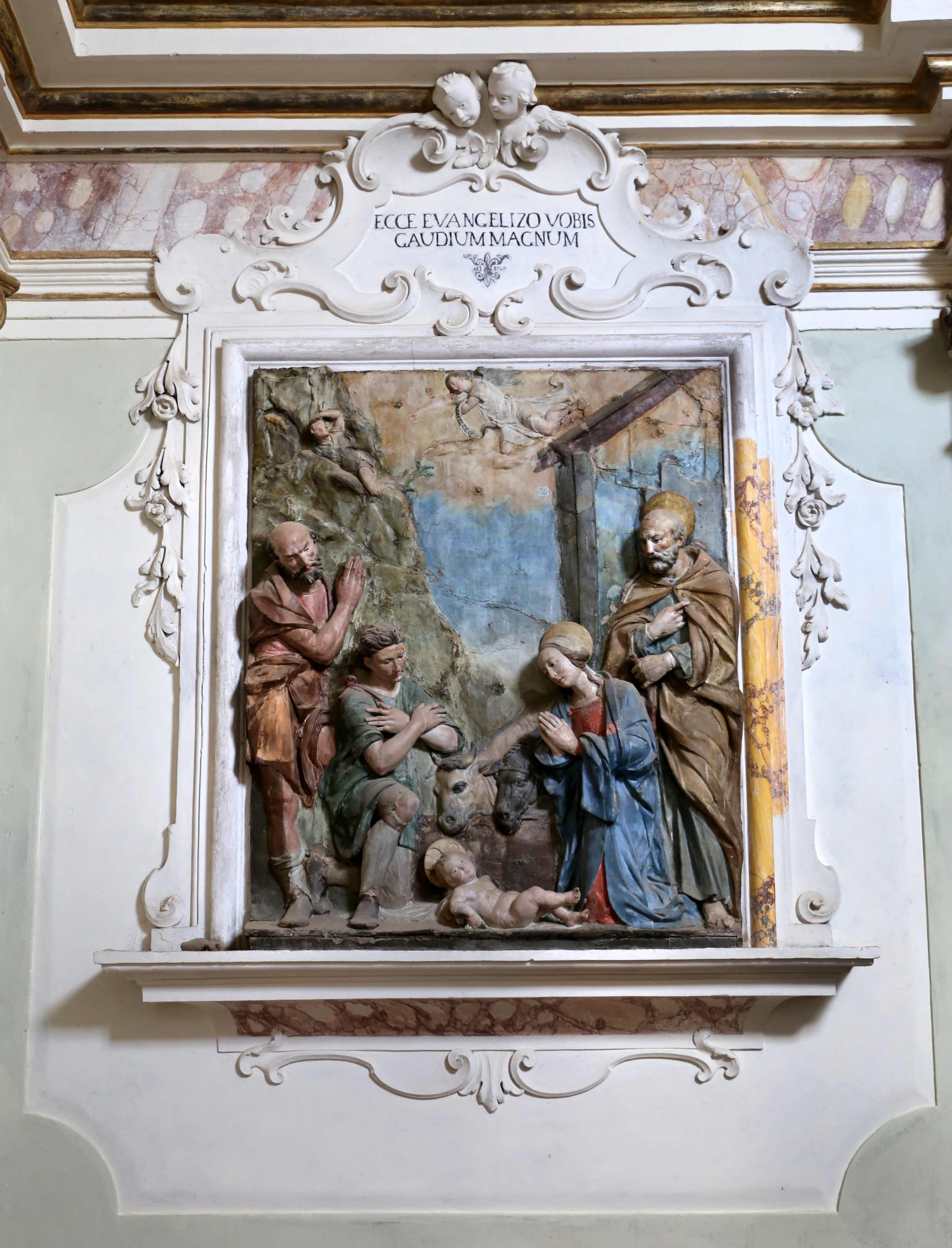
Santi Buglioni, Adorazione dei pastori, 1490-1510 circa